# Актоган (Жуалинський район)
Актоган (каз. Ақтоған) — село у складі Жуалинського району Жамбильської області Казахстану. Входить до складу Актюбинського сільського округу.
До 2011 року село називалось Мар'яновка.
Населення — 91 особа (2021; 97 у 2009, 90 у 1999, 86 у 1989).